# Renaud Muselier
Pour les articles homonymes, voir Muselier.
Renaud Muselier, né le 6 mai 1959 à Marseille, est un homme politique franco-mauricien.
En parallèle d'une carrière politique locale à Marseille, où il est élu conseiller général puis conseiller régional, ainsi que premier adjoint au maire de Marseille sous Jean-Claude Gaudin, il est député des Bouches-du-Rhône à deux reprises et secrétaire d'État aux Affaires étrangères (2002-2005). Il est président du conseil régional de Provence-Alpes-Côte d'Azur depuis 2017.
En 2022, un an après avoir quitté Les Républicains, il rejoint le parti présidentiel Renaissance.

## Biographie

### Origines familiales
Renaud Muselier est issu d'une famille marseillaise. Son père, Maurice (1902-1989), pharmacien, est déporté à Dachau pour faits de résistance. Sa mère, Sylviane Muselier (née Girault en 1927), est décorée de l'ordre national du Mérite pour faits de résistance, ainsi que de la Légion d'honneur.
Il est le petit-fils d'Émile Muselier, vice-amiral qui organise les Forces navales françaises libres et prend Saint-Pierre-et-Miquelon, ralliant l'archipel au général De Gaulle. Renaud Muselier est l'auteur d'un ouvrage sur son grand-père.
Du côté maternel, il est le petit-fils du colonel Gontran Girault et de l'Américaine Gladys Virginia Stewart. Par le premier mariage de celle-ci, Renaud Muselier est le neveu de la reine Géraldine d'Albanie, demi-sœur de sa mère et épouse du dernier roi d'Albanie détrôné par les Italiens en 1939.

### Carrière professionnelle
Renaud Muselier, ancien interne des Hôpitaux de Marseille, est diplômé en médecine du sport et rééducation fonctionnelle. Depuis 1987, il est médecin-coordinateur des cliniques Saint-Martin à Marseille,,.

### Parcours politique

#### Débuts au sein du RPR
Membre du RPR (dont il est l'un des secrétaires généraux à partir de 1998 et vice-président du groupe parlementaire à l'Assemblée nationale) et de l'UMP (membre du bureau politique en 2005), Renaud Muselier annonce sa candidature à la présidence du RPR le 26 juin 1999, mais se retire ultérieurement.

#### Premiers mandats
Élu aux élections cantonales de 1992, il devient le premier adjoint de Jean-Claude Gaudin trois ans plus tard, lorsque ce dernier est élu maire de Marseille. Le 18 mars 2008, au lendemain des élections municipales et de la réélection de Renaud Muselier dans le troisième secteur de Marseille, le Premier ministre François Fillon lui propose de revenir au gouvernement — il avait été secrétaire d'État aux Affaires étrangères entre 2002 et 2005 — comme secrétaire d'État mais il décline la proposition pour pouvoir se consacrer à Marseille sans préciser le portefeuille qui lui était proposé.
Renaud Muselier abandonne sa fonction de premier adjoint pour briguer la succession de Jean-Claude Gaudin à la présidence de la Communauté urbaine Marseille Provence Métropole le 17 avril suivant. Il est alors battu par le candidat socialiste, Eugène Caselli. Pourtant, il était en théorie mathématiquement assuré d'être élu. Cette défaite surprise est considérée comme un sévère camouflet pour celui qui avait permis à Jean-Claude Gaudin d'être reconduit à la tête de la mairie de Marseille en 2008.

#### Défaite aux élections législatives de 2012
Lors des élections législatives de 2012, il perd son mandat de député de la 5e circonscription des Bouches-du-Rhône au profit de la candidate socialiste Marie-Arlette Carlotti.
Le 5 juillet 2012, il annonce qu'il démissionne de la présidence du groupe UMP à la communauté urbaine de Marseille et renonce à être candidat à la mairie de Marseille en 2014,. Un an plus tard, il évoque son probable retour en politique, qui se concrétise par sa présence sur une liste aux élections européennes de 2014. Fin janvier 2014, il est en effet désigné tête de liste pour la circonscription Sud-Est pour les élections européennes de la même année.

#### Élections départementales de 2015
Lors des élections départementales de mars 2015 dans les Bouches-du-Rhône, la presse révèle son implication dans la fabrication d'une fausse liste, destinée à instrumentaliser le scrutin pour affaiblir la gauche.
Dans le cadre des élections régionales de décembre 2015 en Provence-Alpes-Côte d'Azur, il est désigné tête de liste dans les Bouches-du-Rhône pour la liste d'union de la droite. Celle-ci remporte les élections au second tour et Renaud Muselier est élu président délégué du conseil régional le 18 décembre suivant, au côté du président Christian Estrosi.

#### Élections présidentielles de 2017
Il soutient la candidature Nicolas Sarkozy pour la primaire française de la droite et du centre de 2016. Dans le cadre de sa campagne, il est nommé orateur national chargé des transports. En mars 2017, dans le cadre de l'affaire Fillon, il renonce à soutenir le candidat LR à l'élection présidentielle et appelle à voter Emmanuel Macron par un message Twitter.

#### Président du conseil régional de PACA
Après l'annonce de démission de Christian Estrosi à la présidence du conseil régional de Provence-Alpes-Côte d'Azur, Renaud Muselier est désigné par les élus de la majorité le 9 mai 2017 pour lui succéder. Le 15 mai, il lui succède par intérim. Il est élu président par le conseil régional le 29 mai.
Fin janvier 2018, alors que Jean-Claude Gaudin effectue son dernier mandat de maire de Marseille, il critique ce dernier, estimant qu'il a fait « deux mandats de trop ». Cette déclaration est interprétée par certains comme l'expression d'une rancœur, celle de ne pas avoir succédé à l'édile de la cité phocéenne après son deuxième mandat et d'avoir vu en 2008 le poste de président de la métropole marseillaise lui échapper.
Il propose une alliance au parti La République en marche (LREM) pour les élections régionales de 2021, ce qui crée des dissensions au sein de son parti. Il avait auparavant jugé « intéressant » l’appel lancé en septembre 2020 par Christian Estrosi en vue d'un possible soutien du parti LR à Emmanuel Macron pour sa campagne présidentielle en 2022. Le 2 mai 2021, Jean Castex annonce le retrait de la liste LREM menée par Sophie Cluzel, avec plusieurs de ses personnalités qui rejoignent la liste de Renaud Muselier. Le même jour, Christian Jacob annonce que le parti Les Républicains ne soutiendra pas la liste menée par Renaud Muselier, et retire l'étiquette Les Républicains à cette dernière. Le 5 mai, Renaud Muselier est réinvesti tête de liste LR mais est lâché par une partie du parti .
Le 20 juin 2021, les listes conduites par Renaud Muselier arrivent en seconde position du premier tour avec 31,91% des suffrages, derrière celles de Thierry Mariani (36,4%) et devant celles de gauche menées par l’écologiste Jean-Laurent Félizia (16,9 %). Au soir du second tour, le 27 juin, les listes conduites par Renaud Muselier l'emportent largement (56,48%), devant celles du candidat du Rassemblement national Thierry Mariani qui termine en deuxième position avec 43,52% des suffrages exprimés, après le désistement de Jean Laurent Félizia pour faire barrage au RN.
Il a confié des postes importants aux soutiens d'Emmanuel Macron qui l'ont accompagné dans ce second mandat. Ainsi, il nomme Jean-Pierre Serrus vice-président délégué aux transports, Sabrina Roubache devient conseillère régionale déléguée aux « grandes causes régionales », et Bertrand Mas-Fraissinet préside la commission sur les formations sanitaires et sociales.
Le 24 novembre 2021, Renaud Muselier annonce quitter son parti Les Républicains. Il rejoint en 2022 le parti Renaissance, né du changement de nom et de statuts de La République en marche.

#### Élection présidentielle de 2022
Dès le 26 février 2022, il annonce soutenir Emmanuel Macron pour l'élection présidentielle : « C’est pourquoi je soutiendrai [Emmanuel Macron] et voterai pour [lui], après mûre réflexion et sans hésitation ».
Renaud Muselier a écrit un courrier à tous les maires de la Région Provence-Alpes-Côte d'Azur (région qu'il préside) pour les inciter à parrainer un candidat qui n'a pas les 500 parrainages pour concourir à l'élection présidentielle.

### Vie personnelle
Renaud Muselier est père de quatre enfants. Il est ceinture noire 2e dan de karaté et double vice-champion de France de karaté contact (1982-1983) et champion de France universitaire de rugby (1984)[source insuffisante]. De 1995 à 1997, il est vice-président de l’Olympique de Marseille.
En novembre 2012, pour « des raisons administratives et non fiscales », il demande la nationalité mauricienne, pays où il a développé un projet immobilier. Toutefois, en 2022, dans un article de Nice-Matin, il affirme avoir obtenu cette nationalité par le président de l'île Maurice qui lui a offert pour services rendus au pays grâce à la société immobilière dont il est coactionnaire.
En 2012, sa femme Stéphane Clément est mise en examen pour des faits de prise illégale d'intérêts dans une affaire de marchés publics au sein d'un office HLM de la ville de Marseille,. Le couple divorce plus tard. Le tribunal relève qu'elle « avait une connaissance claire de l'interdit qu'elle transgressait en profitant de la position de directeur de l'ami de son mari ». 
Elle est condamnée en janvier 2025 à cinq mois de prison avec sursis, 10 000 euros d'amende et deux ans d'inéligibilité.

## Détail des mandats et fonctions

### Au niveau national
- Député de la 5e circonscription des Bouches-du-Rhône (1993-2002 et 2007-2012).
- Vice-président du groupe UMP et vice-président de la commission des Affaires étrangères (2007-2012).
- Secrétaire d'État aux Affaires étrangères auprès du ministre des Affaires étrangères (2002-2005).
- Chargé de mission responsable des Français de l'étranger auprès du président de la République, Jacques Chirac (2005-2007).
- Président du Conseil culturel de l'Union pour la Méditerranée (2009-2013).
- Président de l'Institut du monde arabe (2011-2013)
- Membre du conseil d'administration de l’Agence française de développement (AFD) – 2007/2012
- Membre du conseil d'administration de l'Office français de protection des réfugies (OFPRA) - 2015
- Député européen (2014-2019) : groupe PPE (Parti populaire européen) – Vice président de la délégation française (LR – PPE) - Vice-président de la délégation à l'Assemblée parlementaire paritaire ACP-UE - Membre du bureau du groupe PPE - Membre de la commission transports et tourisme

### Au niveau local
- Conseiller général des Bouches-du-Rhône, élu dans le 2e canton de Marseille (1992-1995).
- Premier adjoint au maire de Marseille, chargé de l'économie, de l'emploi, de la formation professionnelle, des zones d'activité et d'Euroméditerranée (1995-2001).
- Président de l'établissement public d’aménagement d'Euroméditerranée (1995-2008).
- Premier adjoint au maire de Marseille, chargé d'Euroméditerranée, du grand projet de transports collectifs, du métro et du tramway (2001-2008).
- Vice-président et président de la commission des transports de la communauté urbaine Marseille Provence Métropole (2001-2008).
- Conseiller régional de la région Provence-Alpes-Côte d'Azur, président du groupe UMP-UDF et apparentés (2004-2007).
- Premier vice-président de la communauté urbaine Marseille Provence Métropole (à partir de 2008).
- Président du conseil régional de Provence-Alpes-Côte d'Azur (depuis 2017).

### Au sein de partis politiques

#### Au RPR
- Membre du conseil national (1987).
- Délégué départemental à la jeunesse des Bouches-du-Rhône (1989).
- Secrétaire départemental des Bouches-du-Rhône (1991).
- Délégué général chargé des relations avec le Parlement (1995).
- Membre de la direction collégiale (1997).
- Secrétaire national chargé de la sécurité et la politique de la ville (1998).
- Membre du bureau politique (1998).
- Secrétaire national chargé des relations avec les groupes parlementaires (1998).

#### À l'UMP puis à LR
- Membre du comité fondateur et du comité exécutif (à partir de 2002).
- Conseiller politique (à partir de 2003).
- Secrétaire départemental (2003-2012).
- Membre du bureau politique (à partir de 2005).

## Synthèse des résultats électoraux

### Élections législatives
| Année | Parti | Parti  | Circonscription         | 1er tour | 1er tour | 1er tour | 2d tour | 2d tour | 2d tour |
| Année | Parti | Parti  | Circonscription         | Voix     | %        | Rang     | Voix    | %       | Issue   |
| ----- | ----- | ------ | ----------------------- | -------- | -------- | -------- | ------- | ------- | ------- |
| 1993  |       | RPR    | 5e des Bouches-du-Rhône | 10 613   | 36,04    | 1er      | 16 762  | 67,32   | Élu     |
| 1997  | 8 677 | RPR    | 5e des Bouches-du-Rhône | 30,81    | 1er      | 13 433   | 41,76   | Élu     |         |
| 2002  | UMP   | 12 745 | 5e des Bouches-du-Rhône | 42,82    | 1er      | 17 095   | 75,54   | Élu     |         |
| 2007  | UMP   | 13 999 | 5e des Bouches-du-Rhône | 45,70    | 1er      | 15 098   | 53,32   | Élu     |         |
| 2012  | UMP   | 12 991 | 5e des Bouches-du-Rhône | 32,45    | 2e       | 18 799   | 48,19   | Battu   |         |

### Élections régionales
Les résultats ci-dessous concernent uniquement les élections où il est tête de liste.
| Année | Parti | Parti                  | Région                     | 1er tour | 1er tour | 1er tour | 2d tour | 2d tour | 2d tour | Sièges obtenus |
| Année | Parti | Parti                  | Région                     | Voix     | %        | Rang     | Voix    | %       | Rang    | Sièges obtenus |
| ----- | ----- | ---------------------- | -------------------------- | -------- | -------- | -------- | ------- | ------- | ------- | -------------- |
| 2004  |       | UMP (UDF-Cap21)        | Provence-Alpes-Côte d'Azur | 472 035  | 26,09    | 2e       | 660 111 | 33,82   | 2e      | 31 / 123       |
| 2021  |       | LR (LREM-UDI-MoDem-LC) | Provence-Alpes-Côte d'Azur | 368 937  | 31,91    | 2e       | 704 426 | 57,30   | 1er     | 84 / 123       |

### Élections européennes
Les résultats ci-dessous concernent uniquement les élections où il est tête de liste.
| Année | Parti | Parti | Circonscription | Voix    | %     | Rang | Sièges obtenus |
| ----- | ----- | ----- | --------------- | ------- | ----- | ---- | -------------- |
| 2014  |       | UMP   | Sud-Est         | 743 343 | 22,40 | 2e   | 3 / 13         |

## Prises de position
En septembre 2020, Renaud Muselier critique le président du conseil scientifique lors de l'épidémie de coronavirus, qu'il qualifie de « pompier pyromane ». Il craint alors un reconfinement local de Marseille ou de ses alentours, et annonce qu'il se « battrait pour que ça ne se passe pas ». Il souhaite des décisions « mesurées » et estime que « les restaurants, les bars, les salles de spectacles, de cinéma, où les protocoles sanitaires sont respectés, doivent pouvoir continuer d’ouvrir ».

## Ouvrages et publications
- Daumier, artiste frondeur, Marseillais rebelle, Plon, 2008.
- L'Amiral Muselier, le créateur de la croix de Lorraine, Éditions Perrin, 2000.
- Le Système Guérini, Jean-Claude Lattès, 2011.
- Rapports d'information pour la commission des Affaires étrangères : « Quel chemin pour Damas », 2010 ; « Comment construire l'Union de la Méditerranée ? », 2007[44] ; « La Méditerranée : une chance pour la France », 1994 ; « Géopolitique de l’eau », 2012
- Rapport d'information pour la commission des Affaires sociales et culturelles sur « La Chanson d'expression française », 1993
- Rapport remis au Premier ministre (Édouard Balladur 1994) sur « l’ Amélioration de la création d'emploi en Zone urbaine » - 1996[45]

## Distinctions
- Officier de la Légion d'honneur en 2022[46] (chevalier en 2006) ;
- Commandeur de l'ordre royal du Sahamétrei (en) ( Cambodge, 2003) ;
- Commandeur distingué de l'ordre du Mérite civil ( Espagne, 2009) ;
- Grand officier de l'ordre du Ouissam alaouite ( Maroc, 2003) ;
- Commandeur de l'ordre équestre du Saint-Sépulcre de Jérusalem ( Vatican, 1999) ;
- Prix de l'humour politique 2003 du Club de presse pour sa phrase prononcée à la conférence des ambassadeurs : « Dominique de Villepin fait tout et moi le reste ».